# Elizabeth City
Elizabeth City é uma cidade localizada no estado norte-americano de Carolina do Norte, no Condado de Camden e Condado de Pasquotank.

## Demografia
Segundo o censo norte-americano de 2000, a sua população era de 17.188 habitantes.
Em 2006, foi estimada uma população de 19.056, um aumento de 1868 (10.9%).

## Geografia
De acordo com o United States Census Bureau tem uma área de
24,7 km², dos quais 23,1 km² cobertos por terra e 1,6 km² cobertos por água. Elizabeth City localiza-se a aproximadamente 1 m acima do nível do mar.

## Localidades na vizinhança
O diagrama seguinte representa as localidades num raio de 44 km ao redor de Elizabeth City.